# Тетерук Андрій Анатолійович
Андрі́й Анато́лійович Тетеру́к (нар. 15 травня 1973, Вінниця, УРСР) — український військовий, командир добровольчого батальйону патрульної служби міліції особливого призначення «Миротворець» ГУ МВС України в Київській області. Народний депутат України 8-го скликання (2014–2019).

## Біографічні відомості
Народився 15 травня 1973 року у Вінниці. 1990-го року закінчив місцеву середню школу № 12. З 1990 по 1994 рік навчався у МВВКУ.
Після навчання у військовому училищі служив п'ять років за контрактом у російській армії на Далекому Сході. Служив на посадах командира взводу, командира мотострілецької роти та командира розвідувальної роти.
У 1999 році прийняв українське громадянство і переїхав до України, де розпочав кар'єру військового в частині 3028 (м. Калинівка, Вінницька область). Пройшов шлях від командира взводу вогневої підтримки до командира роти спеціального призначення. Був старшим помічником начальника штабу, заступником начальника штабу.
У жовтні 2003 року проходив стажування в поліцейській академії ім. Хосні Мубарака (Єгипет), де пройшов підготовку на курсі по боротьбі з міжнародним тероризмом. У 2004–05 рр. перебував у складі миротворчої місії у Косові. Був заступником командира, начальником штабу спеціального миротворчого підрозділу МВС України.
2006—2007 рік — друга миротворча місія в Косові, по завершенню якої вийшов на пенсію й очолив відділ безпеки одного з торговельних центрів у Києві.
У 2011 році закінчив Вінницький торговельно-економічний інститут Київського національного торговельно-економічного університету. Спеціальність — менеджмент організації. Після отримання другої вищої освіти заснував власну компанію ТОВ «ВП Спецтехніка» з виготовлення паливозаправників.

### Політична кар'єра

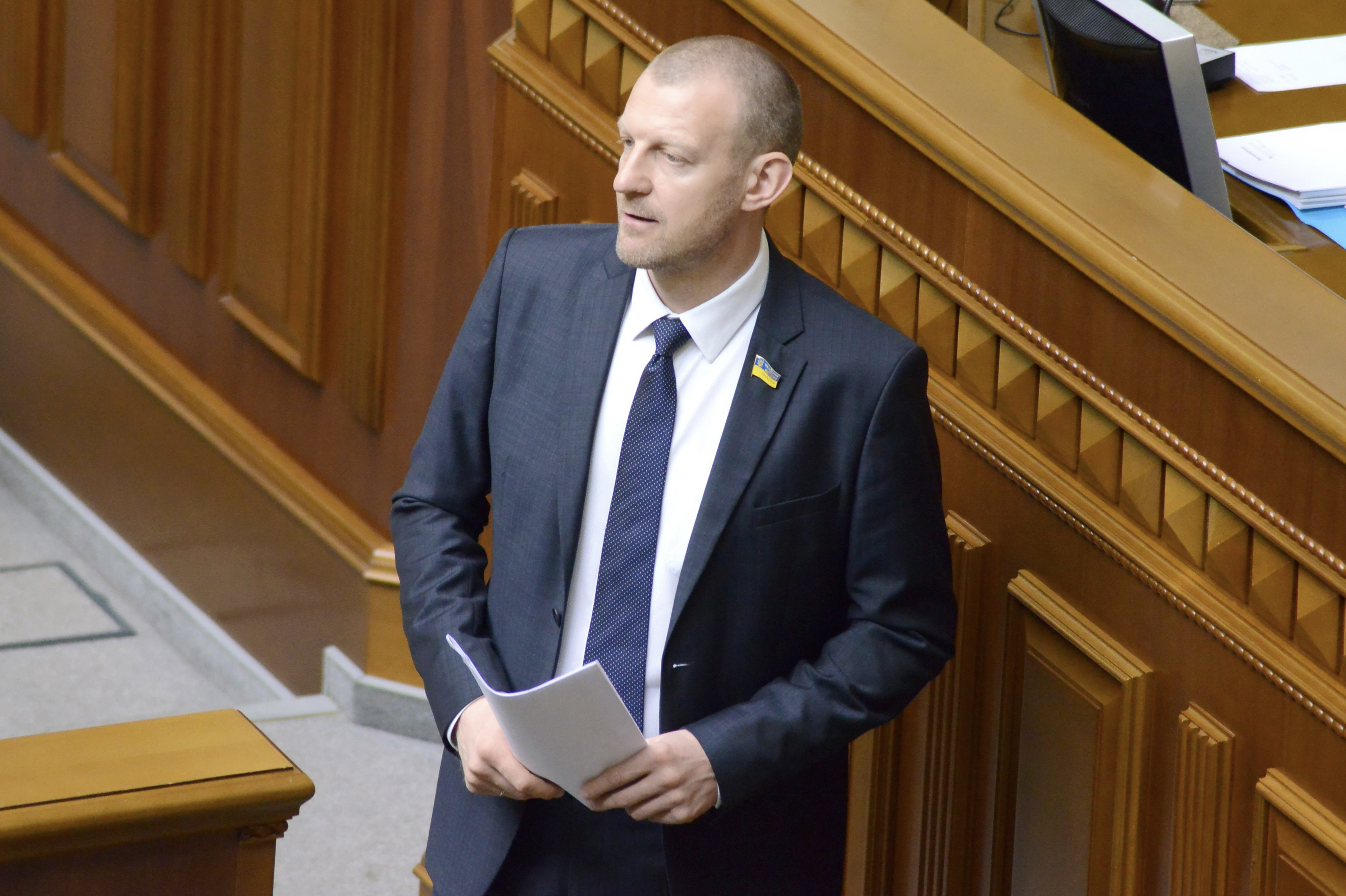
ВРУ, 2015

У серпні 2014 року разом із іншими провідними командирами добровольчих батальйонів, створених в Україні на початку війни, (командир батальйону «Азов» Андрій Білецький, батальйону «Дніпро-1» — Юрій Береза, батальйону «Київ-1» — Євген Дейдей, батальйону «Артемівськ» — Костянтин Матейченко та інші) увійшов до складу Військової ради політичної партії «Народного фронту»  — спеціального органу, покликаного розробити пропозиції щодо зміцнення системи оборони країни.
На позачергових виборах до Верховної Ради України 2014 року обраний народним депутатом України 8-го скликання за партійним списком (№ 5 у списку) від Народного фронту.
Кандидат у народні депутати від партії «Українська Стратегія Гройсмана» на парламентських виборах 2019 року, № 8 у списку.

## Участь в АТО
На початку березня 2014 року, у відповідь на анексію Криму Росією, записався добровольцем у військкоматі.
23 травня 2014 року Андрій Тетерук був призначений командиром батальйону патрульної служби міліції особливого призначення «Миротворець» ГУ МВС України в Київській області. До складу батальйону увійшли професійні військові — ветерани миротворчих місій зі значним досвідом участі у закордонних миротворчих операціях.
11 липня 2014 року батальйон «Миротворець» був відряджений до зони проведення АТО.
Під час облоги урядових військ під Іловайськом з'явилася хибна інформація про загибель Андрія Тетерука. Насправді командир батальйону разом із 70 бійцями наступного дня вийшли з «Іловайського котла».
В Іловайську батальйон «Миротворець» п'ять днів утримував один із ключових пунктів — вагонне депо.
Командир батальйону Андрій Тетерук під час обміну бойовим досвідом із керівництвом новоствореного батальйону «Донбас» наголосив на основних тактичних помилках, яких припускаються бійці, задіяні в Антитерористичній операції на Донбасі, а саме — використання мобільних телефонів у зоні бойових дій, ведення хаотичної стрілянини та порушення правил поводження з вогнепальною зброєю.

## Діяльність у Верховній раді
У верховній раді 8 скликання обіймав посаду Голови підкомітету з питань соціального і правового захисту військовослужбовців та членів їх сімей Комітету Верховної Ради України з питань національної безпеки і оборони. Був членом Комітету Верховної Ради України з питань національної безпеки і оборони, Тимчасової слідчої комісії Верховної Ради України з питань розслідування обставин конфлікту в Закарпатській області, Української частини Парламентської асамблеї України і Республіки Польща, а також членом груп з міжпарламентських зв'язків з Державами Катар, Литовською Республікою, Канадою, Ізраїль, Сполученим Королівством Великої Британії та Північної Ірландії, Федеративною Республікою Німеччина.
У 2014 році став одним із співавторів Законопроєкту «про визнання самопроголошених організацій „Донецька народна республіка“ та „Луганська народна республіка“ терористичними організаціями», в якому зокрема передбачалося «вжити до самопроголошених організацій „Донецька народна республіка“ та „Луганська народна республіка“ […] всіх заходів для припинення їх діяльності».

### Конфлікт між Кужель і Тетеруком
5 листопада 2015 року нардеп Тетерук після закінчення пленарного засідання біля приймальні голови ВРУ в присутності інших вдарив Олександру Кужель скляною пляшкою з водою. Зі слів Андрія Тетерука, він, виходячи з приймальні спікера, був у словесній перепалці з Олександрою Кужель. Олександра Кужель раптово розвернулася і спробувала його вдарити своєю сумкою. Він тримав у руках півлітрову пляшку з водою і спробував облити Олександру Кужель водою, щоб зупинити її. Однак при цьому він випадково потрапив шийкою пляшки в обличчя Олександри Кужель.

### Винесення димової гранати
6 жовтня 2017 А. Тетерук виніс із сесійної зали ВРУ димову гранату, запалену Юрієм Левченком з метою зірвати голосування за президентський законопроєкт № 7164 «про створення необхідних умов для мирного врегулювання ситуації в окремих районах Донецької та Луганської областей», при цьому давши потиличника Семену Семенченку

## Сім'я
Одружений, батько двох дітей.

## Нагороди
- Орден Богдана Хмельницького III ступеня (29 вересня 2014) — за особисту мужність і героїзм, виявлені у захисті державного суверенітету та територіальної цілісності України[20]
- Відзнака Президента України — ювілейна медаль «25 років незалежності України» (19 серпня 2016) — за значні особисті заслуги у становленні незалежної України, утвердженні її суверенітету та зміцненні міжнародного авторитету, вагомий внесок у державне будівництво, соціально-економічний, культурно-освітній розвиток, активну громадсько-політичну діяльність, сумлінне та бездоганне служіння Українському народу[21]
- Медаль за миротворчу місію ООН у Косово (UNMIK)